# 고가은
고가은(본명: 고혜민, 1995년 2월 1일 ~ )은 대한민국의 가수이다.

## 학력
- 중부대학교 뮤지컬음악학과
- 건국대학교사범대학부속고등학교
- 건국대학교사범대학부속중학교

## 연기 활동

### 드라마
- 2016년 MBC 일일연속극 《다시 시작해》 ... 이경주 역

## 음반
- 2015년 첫사랑 불변의 법칙 OST Part 1